# Tony Sergeant
Tony Sergeant (Deinze, 6 giugno 1977) è un ex calciatore belga, di ruolo centrocampista.